# Москалі (Україна)
Москалі́ — село в Україні, у Михайло-Коцюбинській селищній громаді Чернігівського району Чернігівської області. Населення становить 100 осіб. До 2016 орган місцевого самоврядування — Шибиринівська сільська рада.

## Історія
Назва села пішла від козаків — переселенців з Московщини, які після повернення Любецької волості до складу Великого князівства Литовського у 1508 році залишились на території князівства. Тут була московська прикордонна гать. До 1661 р. належало пану Малковичу («споконвічно заживав»). З 1661 року належить Чернігівському полковому обозному Олександру Ковтуновичу — був наданий витяг з ратушної книги, який підтверджував придбання у шляхетної Ганни Зененко — Милкович с. Москалі «з подданими, лісами, борами, полями пашенними, сіножатями, бобровими гонами, які сам пан Малкович, небіжчик, того с поконвечно заживав». Зазначалось, що О. Ковтуневич лише розпоряджається цією землею замість зниклого сина Олександра: «А до того никто не должен был ему Олександру Ковтуневичу, яко полному и самовласному владельцу чинить помешательства».
З 1710 року козак Любецької сотні Іван Красковський уступив своєму рідному брату Гаврилу «по братерской любови» частину Сатонівського та Москалівського ґрунтів у селах Кротин та Москалі, він подарував братові і «пляц» у Любечі. Свого часу ці землі були уступлені їхньому батькові його рідним братом Яцком Красковським.
Великі князі Іван і Петро Олексійовичі, на прохання гетьмана Івана Мазепи, дарують колишньому чернігівському судді Пантелеймону Радичу, за особисту хоробрість у війнах з Туреччиною участь у кримських походах, с. Буянки Ройської сотні, с. Сахнівку Седнівської сотні, млин на р. Стрижні під Черніговом, хутір Москалі. (Москва, 1690 р., березня 3). Після його смерті з 1717 року син Степан Пантелеймонович, одержав половину дворця і ґрунтів в хуторі Москалі. В 1730 році за ним в Москалях було 13 дворів.
З 1729 р. за «Генеральним розслідуванням Чернігівського полку» «…деревня Москали издавна ни на какой уряд не надлежала, а владел ею значковый товариш Пантелеймон Радич…» Пантелій Радич у 1676 р. був гетьманським посланцем Івана Самойловича до Москви, займав посаду канцеляриста у Батурині, згодом був призначений Чернігівським полковим суддею (1685).У своєму тестаменті, складеному у липні 1701 р. П.Радич згадує своїх дітей — дочку Мартусю, синів Дем'яна, Івана, Іова, Стефана.
В Любецкой сотне деревня Москали — 13 дворов, поселено на полковых купленных мужицких грунтах; владеет значковый товарищ Стефан Радич по жалованной грамоте, данной в 1690 году. Оная деревня по сказки старожилов издавна ни на який уряд не надлежала, а владел оною бунчуковый знатный товарищ Пантелеймон Радич; а по нем наследственно досталась оная ж деревня двоим сынам его Ивану и Стефану Радичам во владение, с которых один Иван умер, а Стефан и ныне в низовом походе, у значковых товарищах, пятый год служит; а по яким дачам та деревня отцу их была во владении того старожилы не показали. — за «Генеральным следствием о маетностях Черниговского полка». 1729—1730 р.(выпуск-3). З 1732 по 1862 роки маєтком в Москалях володіли Малявки. Федір Іванович Малявка, значний товариш полку Чернігівського (1718—1725). З 1738 по 1747 (рік смерті) — Чернігівський полковий обозний. Володів хутором Москалями. Іван Федорович Малявка (1730 — 23 грудня 1774) — значковий товариш Чернігівського полку володів хутором Москалями. По заповіту брата Йосипа «получил деревеньку Гавриловку, осаженную их отцом». Микола Іванович Малявка, нар. бл. 1769-70 року — до 1844 р. підкоморій возний Чернігівського повіту (1801—1802), засідатель Чернігівського земського нижнього повітового суду (1803—1808), губернський секретар (1816). «За ним наследственны и благоприобретенных в д. Вертече −21, у д. Москалях — 56 , д. Левоньках — 25 , у с. Масанах −7, у с. Шибириновке — 9 м п. душ. От именья в Черниговском уезде в 1815 году имел доход до 1000 рублей» . Модзалевский В. Малороссийский родословник т.-2 1910 г. Жив в Москалях (816), жив в 1839. Дружина Єлізавета Олександрівна Мокрієвич, дочка бунчукового товариша (повінчані в селі Гущин 5 вересня 1798 року). За «Описанием Черниговского наместничества 1781 г.» хутор Гавриловка, он же Москали удовствующей войскового товарища Ивана Молявки жены Марфы Молявкиной состоит при собственных ей дубровных сенокосах. Щонайменше з середини другої половини 18 століття землями у Москалях володіли Любецькі шляхтичі — козаки Величковські, Ковтуневичі, Красковські, Малковичі (Малковичі- Зеленки). Останні «…споконвічно…» володіли тут «…поддаными лесами, борами, полями пашенными, сеножатями, бобровыми гонами…».
Під час козацько-адміністративного територіального устрою село входило до складу Любецької сотні Чернігівського полку.
З 1782 р. — Антоновицької волості Чернігівського повіту.
1842 р. збудовано маєток у Москалях Олександром та Григорієм Малявками. 1862 р. на старому кладовищі відбулося поховання одного з володарів маєтку — Олександра Миколайовича Малявки. Збереглися залишок металевої огради та чавунної могильної плити з надписом: «…ился… февраля…лся 1862 г…юня 19…». Могила була пограбована в роки післяреволюційного хаосу. 1877 р. Поселення Москалі, або Малявко складаються з 36 дворів, назва походить від людини, що перебувала на військовій службі у московського царя. Про розміщення будинків по вулиці зазначається, що «сараи на улицу, только две хаты на улицу, сажней по 18-20 между домами, почти у каждого садочок между хатами». Вулиця обсаджена вербами, канав немає, навесні багато грязі. Діють хлібозапасний магазин, два вітряка, дві воловні, цегельня, вісім овинів та ін. Поблизу села кургани часів Київської Русі.
За даними на 1859 рік у козачому, казенному й власницькому селі Чернігівського повіту Чернігівської губернії мешкало 189 осіб (95 чоловічої статі та 94 — жіночої), налічувалось 29 дворових господарств.
1895 р. губернська газета повідомляє про знахідку в кургані біля с. Москалі. З 1905 року діє церковна школа грамоти. З 1914 р. — церковно-парафіяльна. З 1906 р. відкрито акціонерне товариство. Москалівська сільська Рада функціонувала з 1920 по 1922 роки. З 1920 р. у складі Довжицького, з 1930 — Козлянського, з 1935 — Михайло-Коцюбинського, а з 1963 — Чернігівського районів. Голови сільської Ради — Панас Федорович Клановець 1920 р., Іван Грищенко 1920, Василь Руденок 1921, Микола Іванович Киященко 1921—1922. З 1923 року с. Москалі у складі Шибиринівської сільської ради.
З 1920 р. у селі діє бібліотека та хата читальня.
Від голоду загинуло 47 людей. Проживає нині (2020 рік) 82 жителі.
Урочища: Стороженків, Ляхівське, Мостище.
12 червня 2020 року, відповідно до розпорядження Кабінету Міністрів України № 730-р «Про визначення адміністративних центрів та затвердження територій територіальних громад Чернігівської області», увійшло до складу Михайло-Коцюбинської селищної громади.
19 липня 2020 року, в результаті адміністративно-територіальної реформи та ліквідації Чернігівського району (1923—2020) Чернігівської області, увійшло до складу новоутвореного Чернігівського району.

## Етнографічний музей
Село Москалі в сьогоднішній час найбільш відоме приватним етнографічним музеєм, що його зібрав Юрій Дахно.

## Особистості
- Пантелій Радич — гетьманський посланець Івана Самойловича до Москви в 1676 році, займав посаду канцеляриста в Батурині, був Чернігівським полковим суддею (1685), значний військовий товариш (1687—1690), був послом в Турецькій землі, а потім в Москві гетьмана Івана Мазепи. Значний і заслужений військовий товариш (1704). 25 серпня 1687 року одержав гетьманський універсал на одержаний їм від тестя млин на річці Стрижень. 3 березня 1690 року одержав царську грамоту на хутор Москалі.
- Малявка Олександр Миколайович (21 лютого 1799 року — 19 червня 1862 року). На військовій службі з 23 жовтня 1817 року — юнкер 1 гренадерської артилерійської бригади. 12 вересня 1819 року — прапорщик 22-ї артилерійської бригади. 16 квітня 1824 року — підпоручик. 20 серпня 1828 року — поручик. Брав участь в походах в 1828 році при Брацлаві, нагороджений орденом Св. Анни 4-го ступеню з надписом «за хоробрість», орденом Св. Анни 3-го ступеню з бантом. В 1829 році при Кулеві, взятті Адріанополя — орденом Св. Володимира 4-го ступеню з бантом. 9 вересня 1831 року штабс — капітан у відставці. Депутат дворянства Чернігівського повіту (1840). Похований на кладовищі села Москалі.
- Білий Михайло Улянович (1922—2001) — відомий вчений в галузі спектроскопії, зокрема люмінесценції неорганічних речовин, заслужений діяч науки та техніки Каракалпакії, почесний доктор Дебреценського та Лейпцігського університетів, заслужений професор, доктор фізико-математичних наук, член-кореспондент Академії наук України (1969). У 1970—1985 рр. ректор Київського університету ім. Т. Г. Шевченка. З 1972 по 1980 рр. — голова Верховної Ради України. Нагороджений орденами Вітчизняної війни 1 та 2-го ст. Орденами: Леніна, Трудового Червоного Прапора, Дружби Народів, «Знак Пошани», князя Ярослава Мудрого та 15 медалями, Почесною Грамотою Президії Верховної Ради України та почесним дипломом ВДНГ СРСР.
- Ганкевич (Кобець) Валентина Іванівна (08.10.1932 р.н.) — Герой Соціалістичної праці (1981 р.), нагороджена двома орденами Леніна, орденами Червоної Зірки та Трудового Червоного Прапора.
- Грищенко Іван Андрійович (1908—2005) — народився в Москалях, учасник німецько-радянської війни 1941—1945 рр. У1931 р. працював інструктором Чернігівського міського комітету комсомолу, у 1934 −1941 рр. — консультант по адміністративно — територіальних питаннях при Президії Верховної Ради Української РСР. Після війни працював головою Чернігівського міськплану (1946−1947) та очолював обласне управління КДБ (1947—1952). Нагороджений орденом Вітчизняної війни 1-го ст., двома орденами Червоної Зірки та 17 медалями.
- Ігуменія Алевтина (Ніна Іванівна Латай) (1934—2006.15.01) — після закриття Чернігівського Троїцького монастиря 20 років прожила в Єрусалимі. Настоятельниця Свято — Параскеївського Тополевського монастиря Сімферопольської єпархії (1996). Останні роки життя провела в Покровському монастирі м. Києва.